# 秋山伸隆
秋山 伸隆（あきやま のぶたか、昭和28年（1953年） - ）は、日本の日本史学者。県立広島大学の名誉教授、県立広島大学宮島学センターの特任教授。研究分野は日本中世史、特に戦国大名・毛利氏と中国地方の地域史。研究や論文執筆の他にも、研究成果を地域のために役立てたいという思いから広島県を中心に講座や講演会を精力的に行っている（「講座・講演会」参照）。

## 略歴
1953年、鳥取県鳥取市に生まれる。
広島大学文学部を卒業した後、広島大学大学院文学研究科の博士前期課程まで進学したが中退し、広島県庁総務部の広島県史編纂室に10ヶ月勤務。その後、再び広島大学大学院に入学して博士前期課程を修了した。1987年度に広島大学文学部で助手を務めた。
1990年度から1993年度まで広島文化女子短期大学に助教授として所属。
1994年度から広島女子大学（2000年に県立広島女子大学に改称）に所属し、1994年度は文学部の助教授、1995年度からは組織改編に伴って国際文化学部の助教授となる。1998年度からは教授に昇進。大学統合に伴って2005年度から県立広島大学の人間文化学部に所属し、2009年度には人間文化学部の学部長を務めている。
2018年3月31日をもって定年退官し、同年4月に県立広島大学の名誉教授と県立広島大学宮島学センターの特任教授となる。同年から宮島歴史文化保存活用アドバイザーとして廿日市市宮島歴史民俗資料館で勤務。
2008年から山口県文化財保護審議会委員を務め、長年にわたって文化財保護に尽力したとして、2018年11月に山口県教育功労者表彰を受ける。
2009年以降、2023年5月時点で通算8年間、県立広島大学の宮島学センター長を務め、同じく2009年から宮島観光大使を務めている。また、テレビ番組や新聞記事等において、厳島に関する話題についてコメントが載せられることがしばしばある。
その他に、岩国市文化的景観保存活用計画策定委員会にも委員として参加している。

## 所属学会
- 芸備地方史研究会
- 日本古文書学会
- 広島史学研究会
- 日本史研究会

## 受賞歴・叙勲歴
- 平成30年（2018年）、山口県教育功労者表彰。

## 著書

### 単著
- 『戦国大名毛利氏の研究』吉川弘文館、1998年1月。ISBN 9784642027700。[注釈 2]

### 分担執筆等
- 『広島県史 通史編 中世』広島県、1984年3月。「中世産業の展開 農業と林業」（686-728頁）の執筆を担当。
- 『廿日市町史 通史編（上）』廿日市町、1988年3月。「南北朝・室町時代の廿日市」「戦国時代の廿日市」（354-425頁）の執筆を担当。
- 『図説広島市史』広島市、1989年4月。「中世後期の安芸国」（196-199頁）、「毛利時代の広島城」（234-238頁）の執筆を担当。
- 『広島県の歴史』山川出版社、1999年11月。「戦国時代の安芸・備後」（122-162頁）の執筆を担当。
- 『山口県史 通史編 中世』山口県、2012年10月。「毛利氏の防長進攻」「毛利氏の防長両国支配」「惣国検地の実施過程」（557-612頁）の執筆を担当。
- 『新鳥取県史 資料編 古代中世2 古記録編』鳥取県、2017年3月。末柄豊、岡村吉彦等と共同で史料校訂を担当。

## 論文
- 「戦国期における半納について」『芸備地方史研究』第125-126号、芸備地方史研究会、1980年。
- 「戦国大名毛利氏の軍事力編成の展開」『古文書研究』第15号、日本古文書学会、1980年9月、1-19頁、CRID 1520009409987190912。
- 「毛利氏の国人領主制の展開」『芸備地方史研究』131・132、芸備地方史研究会、1981年。
- 「戦国大名毛利氏と鉄砲」『歴史手帖』第10巻第7号、1982年7月。
- 「慶長五年真鍋島名寄帳について（真鍋島共同学術調査報告、国史学班調査報告）」『内海文化研究紀要』第10号、広島大学文学部附属内海文化研究施設、1982年、11-32頁、CRID 1520290883005958656。
- 「戦国大名毛利氏の軍事組織―寄親・一所衆制を中心として」『史学研究』第161号、広島史学研究会、1983年9月、1-17頁、CRID 1520572359282477440。
- 「毛利氏による大仏殿材木供出をめぐって」『芸備地方史研究』第145号、芸備地方史研究会、1983年12月。
- 「戦国大名毛利氏領国の支配構造（中世における国家支配の確立と構造<シンポジウム>）」『史学研究』第167号、広島史学研究会、1985年7月、1-22頁、CRID 1520009408549421824。
- 「天文二十三年安芸折敷畑合戦と感状」『芸備地方史研究』163・164、芸備地方史研究会、1988年4月。
- 「「堀立家証文写」について―戦国期内海商人堀立氏関係史料の紹介」『内海文化研究紀要』第16号、広島大学文学部附属内海文化研究施設、1988年、91-110頁、CRID 1520853834053165440。
- 「安芸内藤家文書・井原家文書―その翻刻と解説」『広島大学文学部紀要』第49号、広島大学文学部、1990年3月、1-201頁、CRID 1520009410435826432。共著に岸田裕之。
- 「郡山城絵図の基礎的考察」『描かれた郡山城展』、吉田町歴史民俗資料館、1993年10月。
- 「南北朝・室町期における厳島神主家の動向」『史学研究』第214号、広島史学研究会、1996年10月、CRID 1520009409364631168。
- 「郡山城と吉田を再考する」『安芸郡山城と吉田～毛利氏本拠城・安芸郡山城と城下吉田を再考する～』、吉田町歴史民俗資料館、1996年10月、1-17頁。
- 「室町・戦国期における安芸・石見交通」『史学研究』第218号、広島史学研究会、1997年10月、1-15頁、CRID 1520009408880233216。
- 「毛利氏惣国検地と周防国大滝村検地帳」『戦国・織豊期の権力と社会』、吉川弘文館、1999年9月、204-225頁。
- 「毛利元就の城」『歴史読本』2000年5月号「特集 戦国武将7人の城―戦国七人の雄と城郭」、新人物往来社、2000年5月、92-99頁、CRID 1522543655395224576。
- 「新史料から郡山城の構造を探る」『記録にみる郡山城内の実像～新史料から郡山城内の構造を探る～』、吉田町歴史民俗資料館、2001年10月、5-9頁。
- 「戦国大名毛利氏の石見銀山支配」『中国地域と対外関係』、山川出版社、2003年10月、103-117頁。
- 「「県史講演録」文書からみる毛利元就の時代 防長中世文書の世界」『山口県史研究』第15号、山口県企画部県史編纂室、2007年3月、109-128頁、CRID 1390010457712814080。
- 「新視点 戦国合戦 研究最前線―近年10年の新説と成果 毛利元就の合戦 研究最前線」『歴史読本』2007年8月号「特集 書き換えられた戦国合戦の謎」、新人物往来社、2007年8月、132-139頁、CRID 1521699230516438784。
- 「厳島研究の成果と課題―戦国期研究の立場から―」『厳島研究』第5巻、広島大学世界遺産・厳島－内海の歴史と文化プロジェクト研究センター、2009年3月、CRID 1010282257009624585。
- 「中国・四国・九州 毛利氏二代の閨閥―幾重もの国人領主との婚姻関係により築いた中国地方の支配―毛利元就・隆元―吉川氏/宍戸氏/大内氏」『歴史読本』2009年4月号「特集 戦国大名血族系譜総覧、特集ワイド 戦国大名家 血縁・血脈関係録」、新人物往来社、2009年4月、132-135頁、CRID 1521699230063992576。
- 「厳島合戦を再考する」『宮島学センター年報』第1号、2010年3月、1-11頁。
- 「豊臣期における石見銀山支配」『龍谷史壇』第132号、龍谷史学会編、2010年11月、1-14頁、CRID 1010282257009624458。
- 「毛利元就―中国地方の制覇を成し遂げる突破口となった婚姻政策」『歴史読本』2010年12月号「戦国！最強の家臣団―徹底分析 戦国家臣団の変遷―」、新人物往来社、2010年12月、CRID 1522825130252169344。
- 「厳島合戦前夜の山里合戦と「山里要害」」『廿日市の文化』第24号、2011年3月、1-14頁。共著に表邦男。
- 「世界遺産厳島神社と石見銀山（文化講演、日本ビタミン学会第63回大会講演要旨）」『ビタミン』第85巻第4号、公益社団法人 日本ビタミン学会、2011年、198-199頁、CRID 1390001205702186368。
- 「毛利元就をめぐる女性たち」『毛利元就をめぐる女性たち』、安芸高田市歴史民俗博物館、2012年11月、3-7頁。
- 「安芸国郡山城における「山上居住」」『中世城郭研究』第27号、2013年7月、207-210頁。
- 「特集クローズアップ 波瀾万丈 戦国三代記 毛利三代 元就・隆元・輝元 ―長男・孫へと家督を譲りながら毛利家の実権を握り続けた毛利元就―」『歴史読本』、中経出版、2013年9月、122-127頁、CRID 1523669554928266624。
- 「毛利隆元の家督相続をめぐって」『毛利隆元～名将の子の生涯と死をめぐって～』、安芸高田市歴史民俗博物館、2013年10月、1-4頁、CRID 1010000782237830656。
- 「厳島合戦再考」『宮島学』、溪水社、2014年3月、71-84頁、CRID 1010000782237830657。
- 「戦国時代の道・川・橋」『ひろしま県史協』第33号、広島県郷土史研究協議会、2015年、9-12頁、CRID 1010000782237830533。
- 「記念講演 益田氏と毛利氏（古代文化シンポジウム 中世益田平野の景観と益田氏）」『しまねの古代文化 古代文化記録集』第23号、島根県古代文化センター編、2016年3月、39-54頁、CRID 1521136280138301824。
- 「討論（パネルディスカッション）（古代文化シンポジウム 中世益田平野の景観と益田氏）」『しまねの古代文化 古代文化記録集』第23号、島根県古代文化センター編、2016年3月、88-106頁、CRID 1522825130843385088。他の討論参加者は西尾克己、瀬戸浩二、中司健一、倉恒康一。
- 「毛利隆元―名将の子には不運の者」『芸備地方史研究』第300号記念特集 芸備の人物、芸備地方史研究会、2016年4月、112-114頁。
- 「基調講演 「大島本源氏物語」と吉見正頼」『中古文学』第97号、中古文学会編、2016年6月、6-14頁、CRID 1520290884584236800。
- 「毛利興元とその時代」『没後五〇〇年記念企画展 毛利興元』、安芸高田市歴史民俗博物館、2016年11月、5-8頁。
- 「小早川隆景と瀬戸内水軍」『ひろしま県史協』第35号、広島県郷土史研究協議会、2017年、11-22頁、CRID 1010000782237830402。
- 「論考「戦国期の宍戸氏と毛利氏」」『宍戸隆家生誕500年記念 安芸宍戸氏～毛利一族、四本目の矢～』、安芸高田市歴史民俗博物館、2018年、6-11頁。
- 「高橋氏の滅亡時期をめぐって」『芸石国人高橋一族の興亡』、安芸高田市歴史民俗博物館、2020年3月。
- 「〔論考〕毛利元就の生涯 「名将」の横顔」『毛利元就―「名将」の横顔―』、安芸高田市歴史民俗博物館、2021年10月。
- 「家督相続後の毛利元就―高橋氏の滅亡時期をめぐって（再論）―」『毛利氏×郡山城―元就生涯の城―』、安芸高田市歴史民俗博物館、2023年12月、61-67頁。

## 研究プロジェクト
- 「西国戦国大名の検地と貫高制に関する研究」（広島大学、1987年度）研究代表者。研究分担者に岸田裕之。
- 「尼子氏の総合的研究」（島根県立島根女子短期大学、1990-1991年度）研究代表者は藤岡大拙。研究分担者に山根正明、秋山伸隆、川岡勉、岸田裕之、井上寛司。
- 「戦国大名毛利氏関係史料の調査と研究」（広島大学、1992-1994年度）研究代表者は岸田裕之。研究分担者に秋山伸隆。
- 「戦国期安芸郡山城と城下町吉田の構造と特質に関する史的研究」（広島女子大学、1995-1996年度）研究代表者。
- 「「中国地域」を中心とする東アジア社会との交流に基づく史的特質の形成とその展開」（広島大学、1997-1999年度）研究代表者は岸田裕之。研究分担者に西別府元日、三宅紹宣、頼祺一、秋山伸隆、勝部眞人、角重始。
- 「毛利元就文書の基礎的研究―日本史と国語・国文学の共同研究の試み―」（広島女子大学、1999-2002年度）研究代表者。研究分担者に西本寮子、樹下文隆、菅原範夫、五條小枝子。
- 「戦国期印章・印判状に関する総合的研究」（横浜国立大学、2000-2003年度）研究代表者は有光友學。研究分担者に井原今朝男、市村高男、秋山伸隆、仁木宏、川岡勉、森田恭二、綿貫友子、宮島敦子。
- 「蔵書形成を視点とした戦国毛利氏の文芸についての基礎的研究と旧蔵書目録の作成」（県立広島大学・県立広島女子大学、2002-2005年度）研究代表者は樹下文隆。研究分担者に秋山伸隆、石川一、菅原範夫、西本寮子、五條小枝子、本多博之。
- 「中近世芸備地域の文芸とその社会的基盤に関する基礎的研究」（県立広島大学、2008-2011年度）研究代表者は樹下文隆。研究分担者に秋山伸隆、石川一、大知徳子、五條小枝子、菅原範夫、西本寮子、松井輝昭。連携研究者に菅原範夫、西本寮子。
- 「「ESD」にアプローチする「地域・世界遺産教育」の創造」（福山市立大学、2011-2014年度）研究代表者は田渕五十生。研究分担者に池野範男、草原和博、秋山伸隆、大知徳子、中澤静男、森本弘一、西山厚、吉澤悟、五島政一、池野範男。
- 「中世・近世移行期における守護所・城下町の総合的研究」（大阪市立大学、2013-2017年度）研究代表者は仁木宏。研究分担者に中井均、本多博之、山村亜希、秋山伸隆、津野倫明、堀新。連携研究者に玉井哲雄、小野正敏、坂井秀弥、大澤研一。
- 「厳島における近世文書の研究」（県立広島大学、2021-2024年度）研究代表者は大知徳子。研究分担者に本多博之、秋山伸隆。

## 講座・講演会
1990年
- 平成2年度 吉田町歴史民俗資料館公開講座 第4回「郡山城と広島城」（1990年12月14日）

1991年
- 平成3年度 吉田町歴史民俗資料館公開講座 第5回「郡山城と郡山城下町」（1991年10月20日）

1992年
- 平成4年度 吉田町歴史民俗資料館公開講座 第2回「戦国時代の合戦について―戦国毛利氏と鉄砲―」（1992年7月19日）

1993年
- 平成5年度 吉田町歴史民俗資料館公開講座 第2回「戦国の合戦と民衆」（1993年7月18日）

1994年
- 平成6年度 吉田町歴史民俗資料館公開講座 第2回「郡山城と城下町吉田の構造」（1994年7月17日）

1995年
- 平成7年度 吉田町歴史民俗資料館公開講座 第2回「毛利氏の惣国見地について」（1995年7月16日）

1996年
- 平成8年度 吉田町歴史民俗資料館公開講座 第5回「郡山城と城下吉田を再考する」（1996年11月10日）

1997年
- 平成9年度 吉田町歴史民俗資料館公開講座 第3回「毛利輝元と二宮就辰」（1997年3月15日）

1998年
- 平成10年度 吉田町歴史民俗資料館公開講座 第6回「戦国時代の薬師について―新収文書の紹介をかねて―」（1998年10月18日）

1999年
- 平成11年度 吉田町歴史民俗資料館公開講座 第6回「戦国時代の石見銀山と温泉津―館蔵文書の紹介をかねて―」（1999年11月28日）

2000年
- 平成12年度 吉田町歴史民俗資料館公開講座 第4回「郡山城の「丸」と家臣の在城」（2000年10月22日）

2001年
- 平成13年度 吉田町歴史民俗資料館公開講座 第6回「郡山城内の構造と配置」（2001年11月25日）

2002年
- 平成14年度 吉田町歴史民俗資料館公開講座 第5回「毛利元就の書状を読む」（2002年10月27日）

2003年
- 平成15年度 吉田町歴史民俗資料館公開講座 第5回「輝元時代の郡山城と広島城」（2003年11月9日）

2004年
- 平成16年度 安芸高田市吉田歴史民俗資料館公開講座 第4回「宍戸氏と佐々部氏」（2004年10月17日）

2005年
- 平成17年度 安芸高田市吉田歴史民俗資料館公開講座 第5回「安芸高田の中世史と毛利氏」（2005年11月5日）

2006年
- 平成18年度 城下町広島の歴史講座十講 第一講「毛利輝元と広島城下町の形成」（2006年5月20日）
- 平成18年度 安芸高田市吉田歴史民俗資料館公開講座 第3回「毛利元就の武略の実像―郡山合戦と厳島合戦―」（2006年9月30日）

2007年
- 県立広島大学との連携講座「毛利家文書を読み解く」第1回「毛利家文書の基礎知識」（2007年2月3日）
- 県立広島大学との連携講座「毛利家文書を読み解く」第3回「郡山城の構造を文書から探る」（2007年2月10日）
- 県立広島大学との連携講座「毛利家文書を読み解く」第5回「元就・隆元父子の往復書状を読む」（2007年2月24日）
- 平成19年度 城下町広島の歴史講座十講 第四講「中世における堤と干拓」（2007年8月18日）
- 平成19年度 安芸高田市吉田歴史民俗資料館公開講座 第6回「郡山城と郡山合戦」（2007年11月10日）

2008年
- 平成20年度 城下町広島の歴史講座十講 第二講「郡山合戦と「通路切搦」」（2008年6月21日）
- 県立広島大学公開講座「月の文化誌―古今東西「月」を読む―」第1回②「月と暦―閏月を中心に―」（2008年6月28日）
- 平成20年度 安芸高田市吉田歴史民俗資料館公開講座 第6回「毛利元就と平佐就之」（2008年11月9日）
- 城郭シンポジウム「毛利氏時代の広島城を考える」基調講演1「城下町広島と平田屋惣右衛門」（2008年11月9日）

2009年
- 県立広島大学との連携講座「安芸の歴史と文化」第1回「毛利興元の時代」（2009年1月20日）
- 県立広島大学との連携講座「安芸の歴史と文化」第2回「大島本「源氏物語」の伝来過程」（2009年1月27日）
- 第1回ひろしまカレッジ発足記念フォーラム「世界遺産を結ぶ南北の道」報告1「厳島神社と石見銀山」（2009年5月9日）
- 県立広島大学宮島学センター連続公開講座 第1回「厳島合戦 ―その勝敗の分かれ目―」（2009年9月9日）
- 平成21年度 安芸高田市吉田歴史民俗資料館公開講座 第5回「毛利氏をめぐる女性たち」（2009年11月8日）
- 第1回 県立広島大学宮島学センター公開講演会 講演2「厳島合戦と小早川隆景」（2009年12月12日）

2010年
- 県立広島大学公開講座「広島の武家文化の伝統」第1回「近世以前の茶の文化―中国地方を中心に―」（2010年4月11日）
- 平成22年度 安芸高田市歴史民俗博物館公開講座 第2回「高橋氏と佐々部氏」（2010年8月8日）
- 第2回 県立広島大学宮島学センター公開講演会 講演2「毛利元就の厳島信仰」（2010年11月13日）

2011年
- 県立広島大学との連携講座「広島の中世と近世―史・資料を読む」第1回「古文書調査の意義」（2011年2月8日）
- 県立広島大学との連携講座「広島の中世と近世―史・資料を読む」第2回「古文書の原本を読む」（2011年2月15日）
- 平成22年度 広島学情報交換会「広島学と地域課題研究をどのように結びつけるのか」報告1「県立広島大学の宮島学が目指すもの」（2011年2月22日）
- 第3回 県立広島大学宮島学センター公開講演会 講演2「厳島合戦と宇賀島」（2011年5月21日）
- 県立広島大学同窓会第7回総会・懇親会 講演「戦国武将と女性たち」（2011年6月12日）
- 平成23年度 県立広島大学宮島学センター公開講座 第1回「厳島合戦と宇賀嶋」（2011年6月22日）
- 平成23年度 安芸高田市歴史民俗博物館公開講座 第2回「毛利惣領家と坂氏一族」（2011年8月7日）

2012年
- 尾道学～福山学～宮島学 第3回地域学リレー講演会「宮島・尾道・鞆を結ぶもの―中世の海の道―」（2012年3月25日）
- 乃美地域センター講座「毛利元就の継室"乃美の大方"の遺産」（2012年6月23日）
- 広島学セミナー「広島の城を学ぶ」第2回「古文書から見た山城の構造」（2012年7月31日）
- 第29回全国城郭研究者セミナー「山城の実像を問う」講演「安芸国郡山城における『山上居住』」（2012年8月5日）
- 広島学セミナー「広島の城を学ぶ」第4回「戦国の城と合戦」（2012年8月21日）
- 広島学セミナー「広島の城を学ぶ」第5回「金山城と広島城」（2012年8月28日）
- 第4回 県立広島大学宮島学センター公開講演会 講演1「聖護院道増と宮島・鞆」（2012年12月1日）
- 平成24年度 安芸高田市歴史民俗博物館公開講座 第6回「毛利元就と井上元兼」（2012年12月9日）

2013年
- 平成25年度 県立広島大学宮島学センター公開講座 第1回「聖護院道増と宮島」（2013年6月19日）
- 平成25年度 県立広島大学教員免許状更新講習・講座「毛利氏家臣団の構造」「毛利氏と石見銀山」「戦国の合戦と城郭」「戦国の合戦と鉄砲」（2013年7月27日）
- 県立広島大学・広島市立大学連携公開講座2013「ひろしま学を考える」第2回「ひろしまの歴史―山と川と海―」（2013年11月8日）
- 没後450年記念事業「毛利隆元―名将の子の生涯と死をめぐって―」基調講演「毛利隆元の生涯」（2013年11月17日）

2014年
- 県立広島大学・広島市立大学連携公開講座2014「ひろしま学を考える」第1回「広島という地名」（2014年7月1日）
- 平成26年度 県立広島大学宮島学センター公開講座 第1回「厳島合戦再考」（2014年7月23日）
- 平成26年度 安芸高田市歴史民俗博物館公開講座 第3回「毛利興元とその時代」（2014年9月28日）
- 県立広島大学との連携講座「吉川元春とその息子たち」第1回「吉川元春の生涯」（2014年9月30日）
- 県立広島大学との連携講座「吉川元春とその息子たち」第4回「次男元氏の生涯」（2014年10月21日）

2015年
- 歴史セミナー「世界遺産宮島の歴史を学ぶ！」（2015年2月28日）
- 「戦国時代の笠岡と小早川隆景・小寺元武」（2015年3月15日）
- 平成26年度 県立広島大学宮島学センター公開講演会「厳島合戦と備後国」（2015年3月21日）
- 平成27年度 県立広島大学宮島学センター公開講座 第1回「毛利元就の厳島信仰」（2015年4月22日）
- 「毛利家の国宝・至宝展」開催記念講演会 第1回「広島における毛利家の足跡」（2015年4月25日）
- 県立広島大学・ひろしま美術館連携公開講座「「毛利家の国宝・至宝展」に寄せて」講座1「毛利元就・隆元と大内文化」（2015年5月2日）
- 城下町広島の歴史講座十講 第1回「広島の成り立ちと広島という地名」（2015年6月20日）
- 県立広島大学・広島市立大学連携公開講座2015「ひろしま学を考える」第1回「広島築城を再考する」（2015年7月8日）
- 講演会『小早川隆景ものがたり』第2回「隆景の小早川家相続と毛利家」（2015年7月26日）
- 第4回歴史講座 郷土の歴史を探る「毛利元就と備後国」（2015年8月30日）
- 平成27年度 県立広島大学宮島学センター公開講演会「厳島合戦と弘中隆兼」（2015年9月12日）
- 『新鳥取県史資料編 古代中世1 古文書編』刊行記念講演会「古文書が語る中世の鳥取」講演2「戦国の合戦と『通路』」（2015年9月20日）
- 平成27年度 県立広島大学との連携講座「小早川隆景の生涯」第1回「隆景の小早川家相続」（2015年10月6日）
- 平成27年度 県立広島大学との連携講座「小早川隆景の生涯」第2回「隆景と元就・隆元・輝元」（2015年10月13日）
- 中古文学会 平成27年度秋季大会 シンポジウム「室町戦国期の『源氏物語』―本の流通・注の伝播―」基調講演「戦国大名毛利氏と『源氏物語』」（2015年10月24日）
- 第37回 広島県郷土史研究協議会大会「戦国時代の道・河・橋」（2015年11月7日）
- 平成27年度 県立広島大学との連携講座「小早川隆景の生涯」第5回「隆景の家臣団」（2015年11月10日）
- 平成27年度 安芸高田市歴史民俗博物館公開講座 第6回「毛利元就三子教訓状を読む」（2015年12月13日）

2016年
- 平成27年度 新春の展示会「県立広島大学の文化財―毛利氏・宮島・地域のたから―」記念講演会 第1回「元就・隆元・輝元 ―毛利家三代の古文書―」（2016年2月20日）
- 岩国徴古館 郷土史研究会 第578回「戦国時代における賀屋（加陽）氏一族の動向」（2016年4月17日）
- 平成28年度 県立広島大学宮島学センター公開講座 第1回「友田興藤と大願寺道本・尊海」（2016年6月8日） 宮島学センター特命講師の大知徳子と2人で講師を務める。
- 男のたまり場Presents地域理解講座「戦国の快男児・堀立直正～毛利元就が頼りにした男は祇園が生み出した～」（2016年11月14日）
- 平成28年度 安芸高田市歴史民俗博物館公開講座 第5回、毛利興元没後500年記念講演会「毛利興元とその時代」（2016年11月23日）
- 平成28年度 県立広島大学宮島学センター公開講座 第2回「世界遺産をつたえる―嚴島神社と石見銀山、原爆ドームと宮島ホテル―」（2016年12月9日）

2017年
- 平成29年度リカレント講座「毛利元就周辺の群像」第1回「志道広良と井上元兼」（2017年7月4日）
- 平成29年度リカレント講座「毛利元就周辺の群像」第3回「児玉就忠と赤川元保」（2017年7月18日）
- 平成29年度リカレント講座「毛利元就周辺の群像」第6回「平佐就之と林就長」（2017年8月8日）
- 平成29年度 安芸高田市歴史民俗博物館公開講座 第2回「郡山城と城下の構造を再考する」（2017年8月27日）
- 公開講座「平清盛と毛利元就―虚像と実像を見極める―」講座2「毛利元就と厳島合戦―軍記物と史実の間―」（2017年9月6日）
- 佐伯区図書館 歴史講座｢厳島合戦の実像｣（2017年12月2日）

2018年
- 広島城アカデミック講座・生涯学習支援講座「広島城築城と毛利輝元」第1回「築城以前の広島と毛利輝元」（2018年2月11日）
- 平成29年度 県立広島大学宮島学センター公開講座 第3回「戦国期厳島の町と屋敷」（2018年3月10日）
- 県立広島大学人間文化学部国際文化学科 秋山伸隆教授 最終講義「「人掃」に関する一考察」（2018年3月19日）
- 佐伯文芸クラブ文化講演会「厳島合戦と中山城」（2018年6月16日）
- 平成30年度 県立広島大学宮島学センター公開講座 第1回「宮島学センター所蔵資料を読む 小早川隆景書状と厳島合戦」（2018年9月12日）
- 平成30年度 安芸高田市歴史民俗博物館公開講座 第5回「戦国期の宍戸氏と毛利氏」（2018年11月18日）
- 平成30年度 県立広島大学宮島学センター公開講演会「宮島の大鳥居の歴史」（2018年）

2019年
- 広島市立佐伯区図書館主催 歴史講座「瀬戸内海の『海賊』と戦国大名」（2019年1月13日）
- 平成30年度 毛利三兄弟のふるさと講演会「三子教訓状と毛利三兄弟の「絆」」（2019年2月2日）
- 2019年 三原市郷土文化研究団体連合会 歴史講演会（みはら歴史と観光の会創立30周年記念講演会）「小早川隆景と乃美宗勝」（2019年6月8日）
- 岩国市市民大学講座「歴史講座」第1回（2019年6月18日）
- 2019年 県立広島大学との連携講座「厳島合戦再考―これが合戦の実像だ―」第1回「陶晴賢のクーデターと毛利元就の立場」（2019年6月25日）
- 2019年 県立広島大学との連携講座「厳島合戦再考―これが合戦の実像だ―」第2回「「防芸引分」と折敷畑合戦」（2019年7月2日）
- 2019年 県立広島大学との連携講座「厳島合戦再考―これが合戦の実像だ―」第3回「山と海の戦い」（2019年7月9日）
- 2019年 県立広島大学との連携講座「厳島合戦再考―これが合戦の実像だ―」第4回「陶軍の厳島上陸」（2019年7月16日）
- 2019年 県立広島大学との連携講座「厳島合戦再考―これが合戦の実像だ―」第5回「警固衆の動向」（2019年7月23日）
- 2019年 県立広島大学との連携講座「厳島合戦再考―これが合戦の実像だ―」第6回「弘中隆兼が見た厳島合戦」（2019年7月30日）
- 2019年度 第1回 県立広島大学宮島学センター公開講座「明治時代の宮島」（2019年7月31日） 宮島学センター特命講師の大知徳子と2人で講師を務める。
- 平成31年度県立広島大学教員免許状更新講習「宮島における戦争と平和」（2019年8月8日）
- 2019年度 県立広島大学宮島学センター公開講演会①「厳島合戦と仁保島」（2019年10月6日）
- 村上水軍博物館開館15周年記念講演「厳島合戦と村上海賊」（2019年10月26日）
- 公開講座 第5回「戦国期高橋氏一族の滅亡」（2019年11月10日）
- 2019年度 県立広島大学宮島学センター公開講演会②「嚴島神社の大鳥居」（2019年11月24日）
- 県立広島大学シンポジウム 地域課題解決研究等発表会 講演4「地域文化資源の学術研究による新たな魅力のある観光情報の発信―世界文化遺産厳島神社と宮島を中心として―」（2019年11月26日）地域基盤研究機構宮島学センター特命講師の大知徳子と2人で発表者を務める。

2020年
- 岩国市市民大学講座 第2回「戦国武士の旅日記を読む」（2020年8月25日）
- 安佐北区図書館歴史講座「熊谷氏と中世の太田川」（2020年11月28日）
- 令和2年度 島根の世界遺産WEB講座「毛利元就が結ぶ石見銀山と嚴島神社」（2020年12月1日～12月15日配信）

2021年
- 2021年 三原市郷土文化研究団体連合会 歴史講演会「小早川隆景と乃美宗勝(その2)」（2021年6月13日）
- 廿日市市宮島歴史民俗資料館・etto宮島交流館共催事業 公開講座「戦国時代の嚴島神社大鳥居」（2021年11月6日）
- 令和3年度 安芸高田市歴史民俗博物館公開講座 第5回「毛利元就シンポジウム」（2021年11月20日） - 第1部のプレゼンテーションでは「隆元から見た元就」を担当し、第2部のパネルディスカッションでは木村信幸、柴原直樹、和田秀作と共にパネリストを務める。
- 令和3年度 第1回 県立広島大学宮島学センター公開講座「紀行文からみた嚴島神社の大鳥居」（2021年12月8日）[7]

2022年
- 山口ヒストリア講演会6 大内氏重臣・陶晴賢生誕500年記念「陶晴賢と厳島の戦い」（2022年2月5日）
- 佐伯区図書館 歴史講座「厳島神社大鳥居の扁額」（2022年2月23日）
- 佐伯文芸クラブ文化講演会「山の城と海の城をめぐる合戦 ―廿日市・佐伯の城跡―」（2022年6月25日）
- 佐伯区図書館 歴史講座「厳島神社大鳥居の扁額」（2022年9月3日）
- 県立広島大学宮島センター公開講座「宮島の西町」（2022年11月5日）
- 令和4年度 安芸高田市歴史民俗博物館公開講座 第5回「厳島合戦の実像」（2022年11月13日）毛利元就郡山城入城五百年記念プレイベント「毛利元就フェス2022」内で開催。
- 広島城トークイベント「知っていますか？本当の広島城を。～市民が知らない!? 広島城のチカラ～」トーク3「毛利氏の広島築城」（2022年12月11日）

2023年
- 2023年 三原市郷土文化研究団体連合会 歴史講演会「小早川隆景と乃美宗勝(その3) 完結編」（2023年6月10日）
- 2023年度 安芸高田市歴史民俗博物館公開講座 第5回、毛利元就入城500年記念シンポジウムⅠ「毛利氏×尼子氏 ―元就の家督相続をめぐって―」講演1「家督相続前後の毛利元就」（2023年11月19日）
- 毛利元就入城500年記念シンポジウムⅠ「毛利氏×尼子氏 ―元就の家督相続をめぐって―」意見交換「元就の家督相続をめぐる尼子氏と毛利氏」（2023年11月19日） 島根大学教育学部教授の長谷川博史と共にパネリストを務める。
- 佐伯区図書館 歴史講座「毛利元就と郡山城」（2023年12月2日）

2024年
- 講演会「新発見！みはらの古文書 大友宗麟書状を読み解く」（2024年2月10日）
- 第25回 日本赤十字看護学会学術集会 市民公開講座「瀬戸内文化歴史追求の本質」（2024年7月21日）
- 令和6年度 安芸高田市歴史民俗博物館第3回公開講座 相合元綱没後500年記念歴史講演会「「相合殿」事件と毛利元就」（2024年9月8日）

## 企画展等監修
- 吉田町歴史民俗資料館主催 秋の特別展「毛利氏の歴史遺産」（1999年10月30日 - 12月5日）古文書・銘文等の指導を担当。
- 安芸高田市歴史民俗博物館主催「毛利元就をめぐる女性たち」（2012年11月3日 - 12月9日）
- 毛利隆元没後450年記念事業「シンポジウム毛利隆元」（2013年11月17日） コーディネーターを務める。
- 安芸高田市歴史民俗博物館主催「毛利興元」（2016年10月29日 - 12月11日）
- 安芸高田市歴史民俗博物館主催「宍戸隆家生誕500年記念 安芸宍戸氏～毛利一族、四本目の矢～」（2018年10月27日 - 12月9日）
- 安芸高田市歴史民俗資料館主催「芸石国人高橋一族の興亡」（2019年10月26日 - 12月8日）
- 安芸高田市歴史民俗資料館主催「没後450年記念特別展 毛利元就―「名将」の横顔―」（2021年10月23日 - 12月5日）
- 安芸高田市歴史民俗資料館主催「毛利氏×郡山城 －元就生涯の城－」（2023年10月28日 - 12月4日）

## その他
- 「研究余録② 宮島の石垣」『県立広島大学宮島学センター通信』第2号（2011年3月25日発行）
- 「全国厳島神社参詣記⑨ 厳島神社（山口市宮島町1番1号）」『県立広島大学宮島学センター通信』第9号（2018年3月15日発行）
- 合人社が発行する月刊生活情報誌「Wendy広島」第258号（2023年5月1日号）の1面「広島の顔」と3面に記事が掲載される[8]。